# Joe Sise
Joe Sise (født 12. december 1989) er en svensk fodboldspiller af gambiansk afstamning, der spiller for IS Halmia.

## Karriere

### FC Nordsjælland
I januar 2012 skrev FC Nordsjælland en tre-årig aftale med Sise, der kom til klubben fra svenske Halmstad. Inden kontrakten blev indgået havde den nordsjællandske klub fulgt Sise i over halvandet år.
Det første år i FC Nordsjælland var præget af mange skader og Sise fik således ikke debut for klubben i sit første år i klubben.